# الأشراف (أسوان)
قرية الأشراف هي إحدى القرى التابعة لمركز إدفو في محافظة أسوان في جمهورية مصر العربية.